# Rue Destriveaux
La rue Destriveaux est une rue de la ville belge de Liège, située dans le quartier du Laveu.

## Situation et description
Cette artère se situe dans la partie basse et nord du quartier du Laveu. Longue d'environ 150 m, cette rue rectiligne relie la rue d'Omalius à la rue Schmerling. Au milieu de cette rue en montée, se situe le carrefour avec les rues Ramoux et Laurent de Koninck.

## Odonymie
La rue rend hommage à Pierre Destriveaux (1780-1853), fonctionnaire et homme politique liégeois, membre du Congrès national.

## Histoire
La rue est percée en 1879 sur les terrains de propriétaires désireux que la ville de Liège y aménage des voiries. À la fin des années 1960, la rue a souffert des travaux consécutifs à la création de la jonction autoroutière A602.

## Architecture
Cette artère compte une quarantaine d'immeubles principalement érigés en brique durant la fin du XIXe siècle et le début du XXe siècle. On peut observer l'utilisation de carreaux de céramiques en décoration de quelques façades comme aux nos 3, 10 (de style Art nouveau), 27 et 30.
La maison aux Chouettes est un immeuble d'angle avec la rue Ramoux, situé aux nos 22 et 24. Elle a été réalisée en 1907 d'après les plans de l'architecte Victor Rogister dans un style éclectique teinté d'Art nouveau. La travée d'angle possède deux sculptures en pierre de chouettes stylisées placées de chaque côté de la porte d'entrée. Au premier étage, un oriel en bois à trois pans se loge sous un arc en anse de panier. Cette travée se termine par une lucarne entourée par deux pilastres coiffés de formes circulaires en pierre calcaire. Cette maison jouxte au no 29 de la rue Ramoux une autre réalisation du même architecte : la maison Rogister, de style Art nouveau.

## Voies adjacentes
- Rue Louis Boumal
- Rue d'Omalius
- Rue Ramoux
- Rue Laurent de Koninck
- Rue Schmerling